# Chicago Overcoat

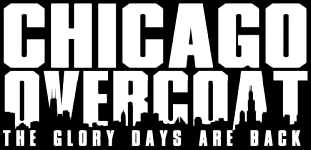
Logo du film/

Chicago Overcoat est un film de gangsters américain réalisé par Brian Caunter en 2009.

## Synopsis
L'Outfit de Chicago, a été le plus puissant syndicat du crime organisé du XXe siècle et Lou Marazano (Frank Vincent) a été leur homme de main le plus meurtrier. Vingt ans de crimes au sein de la mafia, Lou est une légende... Mais quand un représentant haut placé de l'Outfit est arrêté pour fraude fiscale, le chef de l'Outfit (Armand Assante) commande une série de témoins clés à exécuter avant que le gouvernement ne mette au jour une vaste conspiration impliquant des officiers de police, fonctionnaires de la ville et autres filiales de l'organisation.

## Fiche technique
- Titre : Chicago Overcoat
- Réalisation : Brian Caunter
- Producteurs : John Bosher et Andrew Dowd
- Production : Beverly Ridge Pictures, États-Unis
- Musique : Gregory Nicolett
- Genre : Action, drame
- Durée : 85 minutes
- Pays de production :  États-Unis
- Date de sortie : États-Unis : courant 2010

- Version française réalisée par :
Société de doublage : Synchro France
Direction artistique : Bernard Tiphaine
Adaptation des dialogues : Jonathan Amram[réf. nécessaire]

## Distribution
- Frank Vincent (V.F. : José Luccioni) : Lou Marazano
- Kathrine Narducci (V.F. : Marjorie Frantz) : Lorraine Lionello
- Mike Starr (V.F. : Marc Alfos) : Lorenzo Galante
- Danny Goldring (V.F. : Patrice Melennec) : Ralph Maloney
- Stacy Keach (V.F. : Bernard Tiphaine) : Ray Berkowski
- Armand Assante (V.F. : Michel Papineschi) : Stefano D'Agostino
- Tim Gamble : Harold Greene
- Martin Shannon : Sammy Delano
- Barret Walz : Elliot Walsh
- Gina D'Ercoli : Angela Casso
- Robert Gerdisch : Michael Casso
- Rick Plastina : Angelo Perelli
- Mark Vallarta : Joey Casso
- Jack Bronis  : Joe Barbone